# New Zealand Football Championship 2019-2020
Il campionato neozelandese di calcio 2019-2020 è stata la 16ª edizione della New Zealand Football Championship, la massima serie del campionato neozelandese di calcio.
La stagione è iniziata il 2 novembre 2019, ed è stata sospesa il 18 marzo 2020 a causa della Pandemia di COVID-19 nel mondo (la fase a gironi sarebbe dovuta terminare il 29 marzo 2020 mentre le Finals series si sarebbero dovute giocare dall'11 al 16 aprile 2020).
L'Auckland City è stato dichiarato vincitore del campionato perché si trovava primo al momento della sospensione.

## Stagione

### Formato
Il campionato si compone di due fasi: la stagione regolare e la fase finale per l'assegnazione del titolo. Nel corso della stagione regolare le otto squadre si affrontano due volte con una partita in casa e una in trasferta. Al termine della stagione regolare le prime 4 classificate accedono alla fase finale. La vincitrice della finale vince il campionato e si qualifica al OFC Champions League 2021 insieme alla seconda classificata.

## Squadre partecipanti
| Club                    | Città        | Stadio                | Stagione precedente       |
| ----------------------- | ------------ | --------------------- | ------------------------- |
| Auckland City           | Auckland     | Kiwitea Street        | 1º posto in NZFC          |
| Canterbury Utd          | Christchurch | English Park          | 3º posto in NZFC          |
| Eastern Suburbs         | Auckland     | Maddils Farm          | Campione di Nuova Zelanda |
| Hamilton Wanderers      | Hamilton     | Porritt Stadium       | 6º posto in NZFC          |
| Hawke’s Bay Utd         | Napier       | Bluewater Stadium     | 7º posto in NZFC          |
| Southern United         | Dunedin      | Sunnyvale Park        | 5º posto in NZFC          |
| Tasman Utd              | Nelson       | Trafalgar Park        | 8º posto in NZFC          |
| Team Wellington         | Wellington   | David Farrington Park | 4º posto in NZFC          |
| Waitakere Utd           | Waitakere    | Seddon Field          | 9º posto in NZFC          |
| Wellington Phoenix Res. | Wellington   | David Farrington Park | 10º posto in NZFC         |

## Stagione regolare

### Classifica
| Pos. | Squadra                 | Pt | G  | V  | N | P  | GF | GS | DR  |
| ---- | ----------------------- | -- | -- | -- | - | -- | -- | -- | --- |
| 1.   | Auckland City           | 37 | 16 | 11 | 4 | 1  | 42 | 15 | +27 |
| 2.   | Team Wellington         | 34 | 16 | 10 | 4 | 2  | 36 | 15 | +21 |
| 3.   | Waitakere Utd           | 27 | 16 | 8  | 3 | 5  | 35 | 32 | +3  |
| 4.   | Eastern Suburbs         | 22 | 16 | 6  | 4 | 6  | 33 | 26 | +7  |
| 5.   | Tasman Utd              | 20 | 16 | 6  | 2 | 8  | 27 | 26 | +1  |
| 6.   | Hamilton Wanderers      | 20 | 16 | 6  | 2 | 8  | 24 | 39 | -15 |
| 7.   | Southern United         | 19 | 16 | 5  | 4 | 7  | 25 | 38 | -13 |
| 8.   | Wellington Phoenix Res. | 18 | 16 | 4  | 6 | 6  | 30 | 32 | -2  |
| 9.   | Hawke’s Bay Utd         | 15 | 16 | 4  | 3 | 9  | 32 | 44 | -12 |
| 10.  | Canterbury Utd          | 10 | 16 | 2  | 4 | 10 | 19 | 36 | -17 |

Legenda:
      Campione della Nuova Zelanda e Ammessa alla OFC Champions League 2021.
      Ammessa alla OFC Champions League 2021.
Note:
Tre punti a vittoria, uno a pareggio, zero a sconfitta.
La classifica viene stilata secondo i seguenti criteri:
- Punti conquistati
- Differenza reti generale
- Reti totali realizzate
- Punti conquistati negli scontri diretti
- Differenza reti negli scontri diretti
- Minor numero di cartellini rossi ricevuti
- Minor numero di cartellini gialli ricevuti
- Sorteggio

## Statistiche

### Classifica marcatori
| Gol |  |  | Giocatore           | Squadra            |
| --- |  |  | ------------------- | ------------------ |
| 15  |  |  | Myer Bevan          | Auckland City      |
| 11  |  |  | Martín Bueno        | Eastern Suburbs    |
| 11  |  |  | Dane Schnell        | Waitakere United   |
| 10  |  |  | Ahinga Selemani     | Hawke's Bay United |
| 8   |  |  | Garbhan Coughlan    | Southern United    |
| 8   |  |  | Derek Tieku         | Hamilton Wanderers |
| 8   |  |  | Hamish Watson       | Team Wellington    |
| 8   |  |  | Jean-Philippe Saïko | Tasman United      |